# هری راپف
هری راپف (انگلیسی: Harry Rapf؛ ۱۶ اکتبر ۱۸۸۰ – ۶ فوریه ۱۹۴۹) تهیه‌کننده فیلم و کارگردان فیلم اهل ایالات متحده آمریکا بود.